# Drymaria stellarioides
Drymaria stellarioides là loài thực vật có hoa thuộc họ Cẩm chướng. Loài này được Willd. ex Schult. mô tả khoa học đầu tiên năm 1819.